# 合歡溪
合歡溪（泰雅語：:86,99）是台灣高山河川，是大甲溪最遠源流南湖溪最下游的左股大支流，發源於合歡山主峰與東峰間的凹谷往北流下，陸續匯集來自北合歡山的北側斜面一帶，以及源自畢祿山（前列源流均在南投縣仁愛鄉）、鈴鳴山（台中市和平區）西側的碧綠溪等源流，流長27.5公里，為大甲溪上游第二長之支流。在碧綠溪往西流下由右股匯入後，便流入台中市和平區，沿太保久稜線東側向北流，終至台七甲線65K處，清泉橋上游約700多公尺，匯入南湖溪。
在戰後早期，志佳陽群的泰雅族人曾在松茂（又稱太保久）後方的合歡溪淘沙金，族人當時堅信聖山（中央尖山）藏有金礦，淘金熱約在1950年以前即冷卻。:27